# 基德明斯特鹞鹰足球俱乐部
京達米士特鷂鷹足球會（英語：Kidderminster Harriers F.C.）是位於英格蘭西密德兰伍斯特郡基德明斯特（Kidderminster）的足球會，於1866年由當地的田徑及橄欖球會合併而成立，現時在英格蘭足球聯賽系統第五級的英格蘭足球議會全國聯賽中角逐。

## 大事紀年
| 年 份   | 事 項 |
| ------- | --- |
| 1889-90 | 伯明翰及鄰近地區聯賽（Birmingham & District League）創建成員。在聯賽排第二位，但由於部分賽程沒有比賽，所以沒有正式排名。 |
| 1890    | 與京达米士特奥林匹克（Kidderminster Olympic）合併組成京达米士特（Kidderminster）                                         |
| 1891    | 新的京達米士特鷂鷹（Kiddermister Harriers）成立取代關閉的京达米士特                                                      |
| 1924-25 | 伯明翰及鄰近地區聯賽亞軍                                                                                                 |
| 1934-35 | 伯明翰及鄰近地區聯賽亞軍                                                                                                 |
| 1937-38 | 伯明翰及鄰近地區聯賽冠軍                                                                                                 |
| 1938-39 | 伯明翰及鄰近地區聯賽兩階段聯賽的雙料冠軍（第2次）                                                                        |
| 1939-40 | 轉到南部聯賽（Southern League），但由於大戰爆發，取代預備隊重返伯明翰及鄰近地區聯賽參加緊急戰時聯賽，欠3場才完成整個賽季 |
| 1947-48 | 戰後一年才再參加伯明翰及鄰近地區聯賽。伯明翰及鄰近地區聯賽亞軍                                                           |
| 1948-49 | 參加南部聯賽（Southern League）                                                                                          |
| 1960-61 | 再次重返伯明翰及鄰近地區聯賽                                                                                             |
| 1962-63 | 聯賽更名西密特蘭（地區）聯賽                                                                                             |
| 1963-64 | 西密特蘭（地區）聯賽亞軍                                                                                                 |
| 1964-65 | 西密特蘭（地區）聯賽冠軍（第3次）                                                                                        |
| 1966-67 | 西密特蘭（地區）聯賽亞軍                                                                                                 |
| 1968-69 | 西密特蘭（地區）聯賽冠軍（第4次）                                                                                        |
| 1969-70 | 西密特蘭（地區）聯賽冠軍（第5次）                                                                                        |
| 1970-71 | 西密特蘭（地區）聯賽冠軍（第6次）                                                                                        |
| 1972-73 | 加入南部聯賽北區甲組（Division One North）                                                                               |
| 1979-80 | 南部聯賽重組，分為南部及中部兩組，被置於南部聯賽中部組（Midland Division）                                               |
| 1982-83 | 南部聯賽再重組，被置於重新引入的超聯組（Premier Division）。南部聯賽亞軍                                                 |
| 1983-84 | 加入聯盟超級聯賽（Alliance Premier League）                                                                              |
| 1985-86 | 決賽1-1，決賽重賽1-2負於，威爾斯盃亞軍                                                                                   |
| 1986-87 | 聯盟超級聯賽更名協會聯賽（Conference）。決賽0-0，決賽重賽2-1擊敗保顿艾尔宾，足總錦標冠軍                                 |
| 1987-88 | 威爾斯盃晉級四強 |
| 1988-89 | 決賽0-5負於，威爾斯盃亞軍                                                                                                |
| 1990-91 | 決賽1-2負於，足總錦標亞軍                                                                                                |
| 1993-94 | 協會聯賽冠軍。由於球場不合規格而不獲准升級                                                                               |
| 1994-95 | 決賽1-2負於胡京，足總錦標亞軍                                                                                            |
| 1996-97 | 協會聯賽亞軍 |
| 1999-00 | 協會聯賽冠軍（第2次）。升級丙組〈第四級〉                                                                                |
| 2004-05 | 丙組〈第四級〉更名乙級聯賽；乙級聯賽排第廿三位，降級協會全國聯賽                                                         |
| 2012-13 | 全國聯賽排第二位，附加賽準決賽兩回合累計2-5負於                                                                          |

## 榮譽
- 協會聯賽
  - 冠軍：1993/94年、1999/2000年；
  - 亞軍：1996/97年；
- 足總錦標
  - 冠軍：1987年；
  - 亞軍：1991年、1995年、2007年；
- 英格蘭足球議會聯賽盃
  - 冠軍：1997年；
  - 亞軍：1989年；
- 威爾斯杯
  - 亞軍：1986年、1989年；

## 外部連結
- KHFC Official site （页面存档备份，存于）
- KidderminsterHarriers.com （页面存档备份，存于）
- Harriers Online （页面存档备份，存于）
- Harriers Chatter m/b （页面存档备份，存于）